# Керн-терьер
Керн-терьер, или кэрнтерьер (англ. cairn terrier) — одна из самых старых пород среди терьеров. Порода известна как одна из самых ранних рабочих собак Шотландии. Керн-терьеров вывели на западе северной высокогорной части Шотландии для охоты в кернах — грудах камней — на кроликов и лисиц. Порода зарегистрирована Клубом собаководства в 1912 г.
Страна происхождения: Великобритания (Шотландия)

## История породы
Документально засвидетельствовано, что английский король Яков I приказал привезти из Эдинбурга полдесятка «земляных» собак, или терьеров, для отправки в качестве подарка во Францию. Считается, что именно такие собаки были предками нынешних керн-терьеров, которых более 300 лет назад использовали в Шотландии для уничтожения грызунов-вредителей.
Первые упоминания о маленьких земляных собаках, используемых для того, чтобы охотиться на лис и барсуков в Шотландии, относятся к 16 столетию. Однако, не существует доказательств, подтверждающих, что это были Керн-терьеры.
Керн-терьер был известен как «остроухий» или «короткошёрстный» скайтерьер вплоть до 1910 года. Впервые собаки, называемые Керн-терьерами, были официально зарегистрированы в 1907 году. Все собаки принадлежали госпоже Алистер Кэмпбэл, которая справедливо считается основательницей породы.
Следующие годы популярность породы росла. В 1910 году в июньском выпуске Kennel Gazette регистрацию Керн-терьеров выделили из породы Скай терьеров и вынесли в раздел «другие породы». В течение этого года были зарегистрированы 35 собак.
Дж. Бейнон в своей книге «Популярный керн-терьер» пишет, что в старину у каждого шотландского господина была стая гончих и терьеров. По его мнению, самая старинная линия керн-терьеров была заложена капитаном Мак-Леодом из Дриноха на острове Скай, и произошло это более 150 лет назад.
Порода как самостоятельная была зарегистрирована Клубом собаководства в 1912 году, с этого момента представители пород были допущены к соревнованиям за титул. В тот год было зарегистрировано уже 134 собаки.
Американским клубом собаководства до 1917 года регистрировались Керны, рождавшиеся в результате скрещивания с вест-хайленд-уайт-терьерами.
Белый окрас собаки до 1923 года также допускался и английским стандартом породы.

## Внешний вид

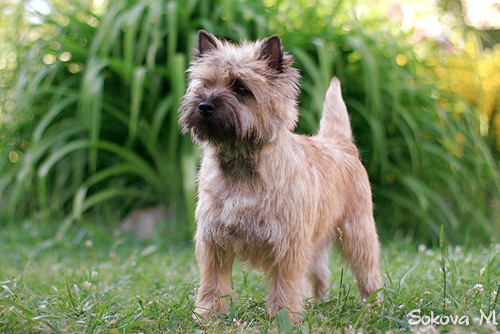
Керн-терьер

Шерсть: жесткая, но не грубая, обильная, устойчивая к непогоде. Подшерсток мягкий, густой.
Окрас: Палевый, рыжий, серый или близкий к чёрному. Допускаются все типы тигрового окраса. Не допускаются: однотонный чёрный, белый или чёрно-подпалый окрасы. Для породы типичны более темные конечности, морда и уши.
Размер::
Высота в холке около 28—31 см пропорционально массе, идеальная масса — 6—7,5 кг.
Голова: Небольшая, но соразмерна туловищу.
Корпус: Растянутый. Шея сильная. Ребра выпуклые. Спина прямая. Поясница сильная, гибкая. Пояс задних конечностей крепкий.
Уши: Небольшие заострённые и твёрдо стоячие, не слишком узко поставлены, не сильно обросшие.
Конечности: Короткие, с крепким костяком. Передние лапы крупнее задних и могут быть слегка вывернуты кнаружи.
Хвост: Короткий, покрыт густой шерстью, но без подвеса. Держится весело, но на спину не загибается.

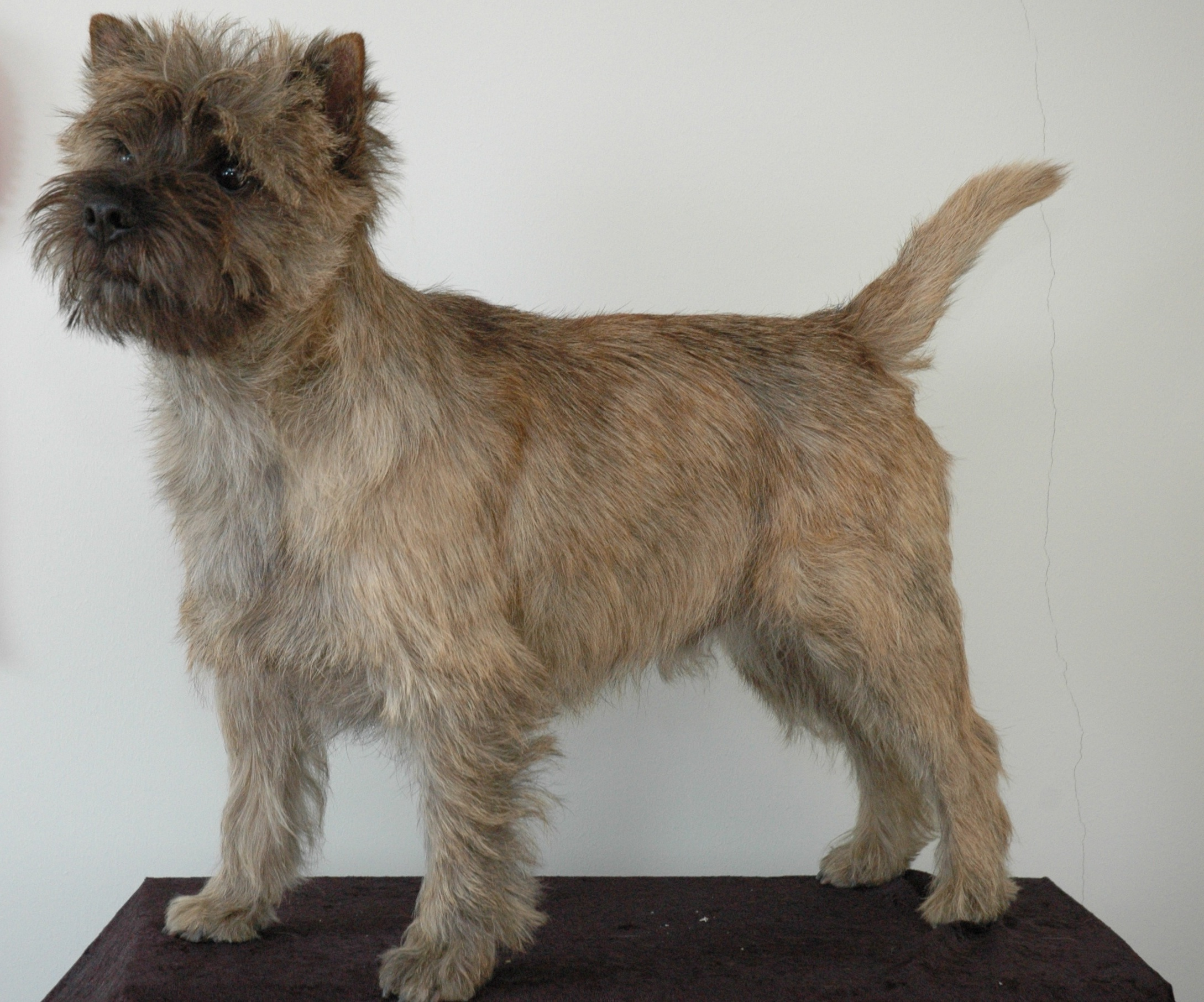
Керн-терьер

## Содержание и уход
Хотя собака легко приспосабливается к любым условиям обитания, тем не менее лучше чувствует себя в сельской местности, чем в городе. Подвижный и энергичный характер собаки потребует от будущего владельца регулярных длительных прогулок и высокого уровня физической нагрузки. Уход за шерстью заключается в расчесывании щеткой 2-3 раза в неделю. Стрижки не требует.
Собаки этой породы хорошо поддаются дрессировке и отлично ладят со всеми членами семьи, также они очень любят детей. Керн-терьер обладает прекрасной психикой и отличным характером. Учатся керны легко и весело, потому что это занятие им очень нравится, а быстрота реакции кернов — просто фантастическая. Воспитание начинается с первых месяцев жизни щенка керн-терьера, и если делать всё правильно, учитывая особенности породы, то проблем с послушанием не возникает. Собаки отличаются развитым интеллектом и способны понять почти каждый шаг своего хозяина, который заботится об их обучении.

## Здоровье
Керн-терьеры — здоровые и активные собаки, сохраняющие интерес к окружающему миру до самого преклонного возраста. Продолжительность жизни — до 16-18 лет.
Наследственные заболевания керн-терьеров, в отличие от многих других пород, специально изучались, в частности, Американским клубом керн-терьеров (англ. Cairn Terrier Club of America) и английским Керн-терьер-клубом (англ. The Cairn Terrier Club). Благодаря этому в породе имеется возможность не допускать распространение наследственных болезней. В отношении ряда заболеваний доступны генетические тесты.
| Заболевание                                        | Обозначение | Тип наследования | Генетический тест |
| -------------------------------------------------- | ----------- | ---------------- | ----------------- |
| Заболевания скелета                                |             |                  |                   |
| Болезнь Легга-Пертеса                              |             | П                |                   |
| Краниомандибулярная остеопатия                     | CMO         | Р                | +                 |
| Дисплазия тазобедренного сустава                   |             | П                |                   |
| Паностит                                           |             | ?                |                   |
| Вывих коленной чашечки                             |             | ?(Р)             |                   |
| Рассекающий остеохондрит                           |             | П                |                   |
| Волчья пасть                                       |             | П                |                   |
| Отсутствие хвоста                                  |             | ?                | +                 |
| Закрученный хвост                                  |             | ?                |                   |
| Недокус                                            |             | ?                |                   |
| Перекус                                            |             | П                |                   |
| Неполнозубость                                     |             | ?                |                   |
| Неврологические заболевания                        |             |                  |                   |
| Глобоидо-клеточная лейкодистрофия (болезнь Краббе) | LGD         | Р                | +                 |
| Эпилепсия                                          |             | ?                |                   |
| Дегенерация мозжечка                               | NCCD        | Р                | +                 |
| Гидроцефалия                                       |             | П                |                   |
| Прогрессирующая нейронопатия                       |             | Р                |                   |
| Спинально-мышечная атрофия                         |             | ?                |                   |
| Агрессивность                                      |             | ?                |                   |
| Трусливость                                        |             | ?                |                   |
| Глазные болезни                                    |             |                  |                   |
| Прогрессирующая атрофия сетчатки                   | PRA         | ?                | +                 |
| Вывих хрусталика                                   | PLL         | ?                | +                 |
| Заворот века                                       |             | ?                |                   |
| Смещение ресниц                                    |             | ?                |                   |
| Витреоретинальная дисплазия                        |             | Р                |                   |
| Кератоконъюнктивит Сикка                           |             | ?                |                   |
| Катаракта                                          | PHC         | ?                | +                 |
| Пигментная глаукома                                |             | Р                |                   |
| Пигментный кератит                                 |             | ?                |                   |
| Заболевания крови и сердца                         |             |                  |                   |
| Болезнь Виллебранда                                | vWD         | ?(Д)             | +                 |
| Гемофилия                                          |             | Р                | +                 |
| Пороки сердца                                      |             | П                |                   |
| Заболевания мягких тканей                          |             |                  |                   |
| Ревматоидный артрит                                |             | ?                |                   |
| Паховая грыжа                                      |             | Р                |                   |
| Пупочная грыжа                                     |             | Р                |                   |
| Кожные аллергические реакции                       |             | ?                |                   |
| Аутоиммунное заболевание                           |             | ?                |                   |
| Анасарка                                           |             | Р                |                   |
| Крипторхизм                                        |             | ?(Р)             |                   |
| Монорхизм                                          |             | ?(Р)             |                   |
| Подвижные яички                                    |             | ?(Р)             |                   |
| Портокавальный анастамоз                           |             | П                |                   |
| Гипотиреоз                                         |             | Р                | +                 |
| Идиопатический хилоторакс                          |             | ?                |                   |
| Атопический дерматит                               |             | ?                |                   |
| Генерализованный демодекоз                         |             | ?                |                   |
| Ихтиоз                                             |             | Р                | +                 |
| Сахарный диабет                                    |             | ?                |                   |
| Ювенильный целлюлит                                |             | ?                |                   |
| Медный токсикоз                                    |             | ?                |                   |
| Судороги (крампи) скотчтерьеров                    |             | Р                |                   |
| Поликистоз почек                                   | PKD         | ?                | +                 |
| Цистинурия                                         |             | Р                |                   |
| Эктопия мочеточников                               |             | ?                |                   |

Тип наследования: Р — рецессивный, Д — доминантный, П — полигенный, ? — неизвестен